# Zjawiska lodowe
Zjawiska lodowe – formy zlodzenia rzeki pojawiające się w fazie zamarzania, trwałej pokrywy lodowej i spływu lodu.

W fazie zamarzania występują:
- śryż
- lepa
- lód denny
- lód brzegowy
- krążki lodowe
- częściowa pokrywa lodowa

W fazie spływu lodu występują:
- kra
- zator lodowy